# Amtsgericht Wald-Michelbach
Das Amtsgericht Wald-Michelbach war von 1853 bis 1968 ein hessisches Amtsgericht mit Sitz in Wald-Michelbach.

## Gründung
Mit dem Gerichtsverfassungsgesetz von 1877 wurden Organisation und Bezeichnungen der Gerichte reichsweit vereinheitlicht. Am 1. Oktober 1879 hob das Großherzogtum Hessen deshalb die Landgerichte auf, die bis dahin in den rechtsrheinischen Provinzen des Großherzogtums die Gerichte erster Instanz gewesen waren. Funktional ersetzt wurden sie durch Amtsgerichte. So ersetzte das Amtsgericht Wald-Michelbach das Landgericht Wald-Michelbach. „Landgerichte“ nannten sich nun die den Amtsgerichten direkt übergeordneten Obergerichte. Das Amtsgericht Wald-Michelbach wurde dem Bezirk des Landgerichts Darmstadt zugeordnet.

## Bezirk
Der Gerichtsbezirk des Amtsgerichts Wald-Michelbach setzte sich wie folgt zusammen:
| Gemeinde             | Herkunft                    | Zugang | Abgang | Nach              |
| -------------------- | --------------------------- | ------ | ------ | ----------------- |
| Affolterbach         | Landgericht Wald-Michelbach | 1879   | 1943   | Amtsgericht Fürth |
| Aschbach             | Landgericht Waldmichelstadt | 1879   | 1943   | Amtsgericht Fürth |
| Buchklingen          | Landgericht Waldmichelstadt | 1879   | 1943   | Amtsgericht Fürth |
| Dürr-Ellenbach       | Landgericht Waldmichelstadt | 1879   | 1943   | Amtsgericht Fürth |
| Gadern               | Landgericht Waldmichelstadt | 1879   | 1943   | Amtsgericht Fürth |
| Geisenbach           | Landgericht Fürth           | 1879   | 1943   | Amtsgericht Fürth |
| Gorxheim             | Landgericht Waldmichelstadt | 1879   | 1943   | Amtsgericht Fürth |
| Gras-Ellenbach       | Landgericht Waldmichelstadt | 1879   | 1943   | Amtsgericht Fürth |
| Hartenrod            | Landgericht Waldmichelstadt | 1879   | 1943   | Amtsgericht Fürth |
| Kocherbach           | Landgericht Waldmichelstadt | 1879   | 1943   | Amtsgericht Fürth |
| Korsica              | Landgericht Waldmichelstadt | 1879   | 1943   | Amtsgericht Fürth |
| Kreidach             | Landgericht Waldmichelstadt | 1879   | 1943   | Amtsgericht Fürth |
| Kunzenbach           | Landgericht Waldmichelstadt | 1879   | 1943   | Amtsgericht Fürth |
| Löhrbach             | Landgericht Waldmichelstadt | 1879   | 1943   | Amtsgericht Fürth |
| Ludwigsdorf          | Landgericht Waldmichelstadt | 1879   | 1943   | Amtsgericht Fürth |
| Mackenheim           | Landgericht Waldmichelstadt | 1879   | 1943   | Amtsgericht Fürth |
| Ober-Abtsteinach     | Landgericht Waldmichelstadt | 1879   | 1943   | Amtsgericht Fürth |
| Ober-Mengelbach      | Landgericht Waldmichelstadt | 1879   | 1943   | Amtsgericht Fürth |
| Ober-Mumbach         | Landgericht Waldmichelstadt | 1879   | 1943   | Amtsgericht Fürth |
| Ober-Scharbach       | Landgericht Waldmichelstadt | 1879   | 1943   | Amtsgericht Fürth |
| Ober-Schönmattenwag  | Landgericht Waldmichelstadt | 1879   | 1943   | Amtsgericht Fürth |
| Schönbrunn           | Landgericht Waldmichelstadt | 1879   | 1943   | Amtsgericht Fürth |
| Siedelsbrunn         | Landgericht Waldmichelstadt | 1879   | 1943   | Amtsgericht Fürth |
| Trösel               | Landgericht Waldmichelstadt | 1879   | 1943   | Amtsgericht Fürth |
| Unter-Abtsteinach    | Landgericht Waldmichelstadt | 1879   | 1943   | Amtsgericht Fürth |
| Unter-Flockenbach    | Landgericht Waldmichelstadt | 1879   | 1943   | Amtsgericht Fürth |
| Unter-Scharbach      | Landgericht Waldmichelstadt | 1879   | 1943   | Amtsgericht Fürth |
| Unter-Schönmattenwag | Landgericht Waldmichelstadt | 1879   | 1943   | Amtsgericht Fürth |
| Vöckelsbach          | Landgericht Waldmichelstadt | 1879   | 1943   | Amtsgericht Fürth |
| Wahlen               | Landgericht Waldmichelstadt | 1879   | 1943   | Amtsgericht Fürth |
| Wald-Michelbach      | Landgericht Waldmichelstadt | 1879   | 1943   | Amtsgericht Fürth |

## Ende
Das Amtsgericht Wald-Michelbach wurde im Zuge von Einsparungen während des Zweiten Weltkriegs 1943 zu einer Zweigstelle des Amtsgerichts Fürth, was nach dem Krieg aber wieder rückgängig gemacht wurde. Am 1. Juli 1968 wurde das Amtsgericht jedoch endgültig aufgelöst und in den Bezirk des Amtsgerichts Fürth integriert.

## Dienstgebäude
Das Dienstgebäude befand sich an der Ecke Ludwigstraße/Eichendorffstraße in Wald-Michelbach. Später war darin die örtliche Polizeistation untergebracht. Heute befindet sich an der Stelle ein Busbahnhof.